# Rafena

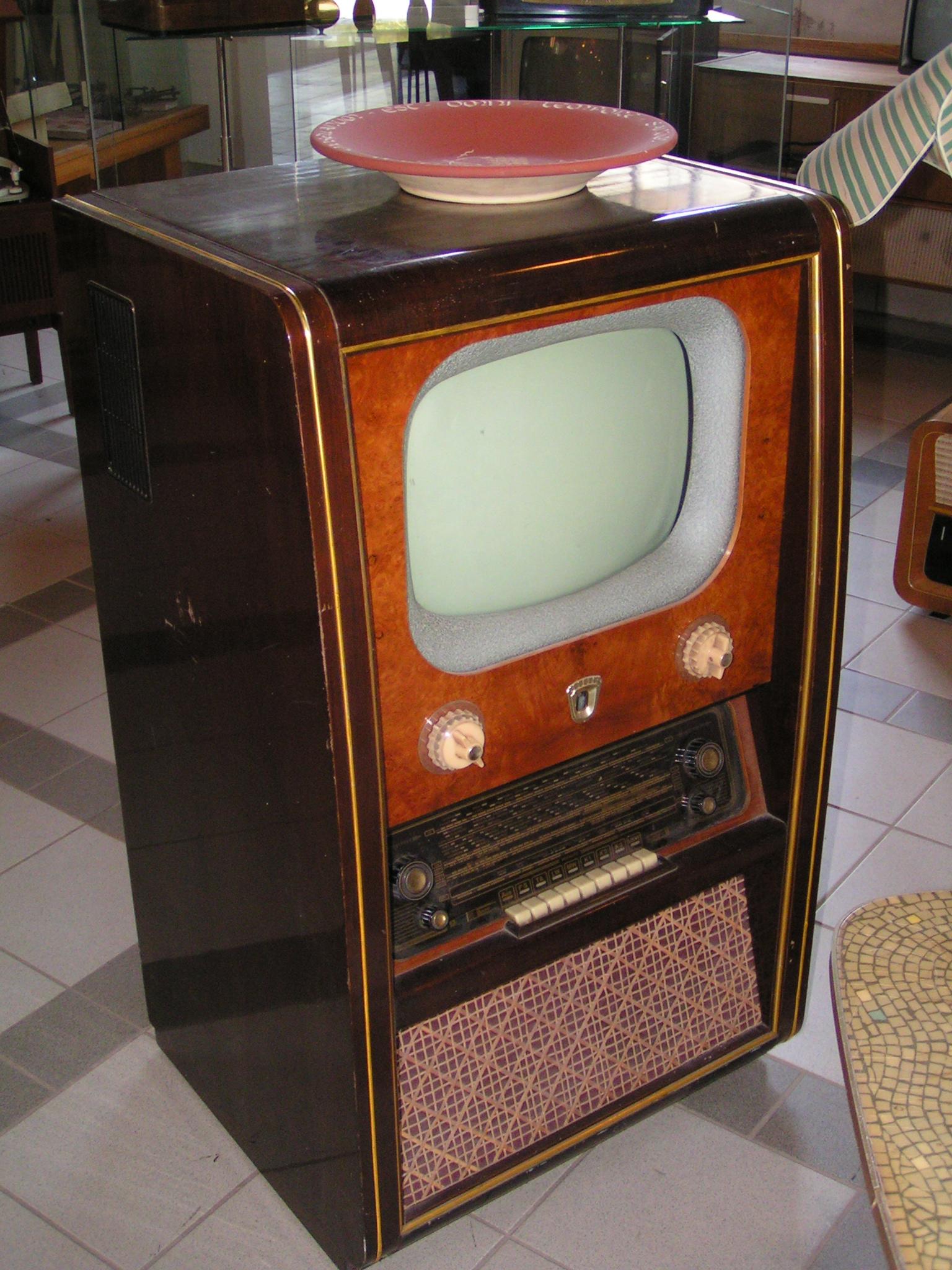
Fernsehstandgerät FER858A „Clivia“ mit UKW-Rundfunkempfänger.
VEB RAFENA-Werke Radeberg, 1956

Rafena (eigentlich VEB RAFENA-Werke Radeberg) war ein Fernsehgerätehersteller in Radeberg, der 1956 durch Umfirmierung aus dem VEB Sachsenwerk Radeberg hervorging, das wiederum am 1. Juli 1952 aus der im August 1946 gebildeten „Sowjetischen Aktiengesellschaft 'Gerät' in Deutschland, Werk Sachsenwerk Radeberg“ entstanden war. Bereits nach Kriegsende gab es keine Bindungen mehr zum Sachsenwerk Dresden bzw. Niedersedlitz 
Der Name Rafena entstand im November 1956 nach einem Namenswettbewerb und ist ein Akronym aus RAdeberger FErnseh- und NAchrichtentechnik. Das Werk war von 1951 bis 1957 alleiniger und bis 1968 der größere der dann zwei Hersteller von Fernsehgeräten in der DDR.
Ab 1966 erfolgte die Neuorientierung des Betriebes als Produzent für Großrechenanlagen. Infolgedessen ist 1969 die Rechtsfähigkeit des VEB Rafena Werke Radeberg beendet worden, im unmittelbaren Anschluss erfolgte am 1. April 1969 die Gründung des VEB Kombinat Robotron in Radeberg unter Zuordnung zum Ministerium für Elektrotechnik und Elektronik. Aus Rafena wurde mit der Gründung des Kombinates dessen zunächst alleiniger Fertigungsbetrieb VEB Kombinat Robotron Betrieb Radeberg. Gefertigt wurde für die Geschäftsfelder Datentechnik und Richtfunktechnik. Der Betrieb war anfangs auch Sitz der Kombinatsleitung und hatte damit den Status eines Stammwerkes.
Weitere Geschäftsfelder von Rafena waren Entwicklung, Produktion und technischer Service von Geräten und Systemen der zivilen und militärischen Richtfunktechnik (Streckennetze) und bis 1959 die Fertigung von Elektromotoren. Nachdem die Fernsehgeräteproduktion in dem  gebildeten „VEB Sachsenwerk Radeberg“ zur tragenden Produktion geworden war, erfolgte im November 1956 die Umbenennung in „VEB Rafena-Werke Radeberg“.
Nachdem bereits ab 1967 EDV-Technik hergestellt wurde (Großrechner R 300, Prozessrechner PR 2000/PR 4000, Kleinrechner), erfolgte 1968 die Einstellung der Fernsehgeräte-Fertigung, und 1969 wurde Rafena mit der Kombinatsgründung in „VEB Robotron-Elektronik Radeberg“ umbenannt.
Ab 1972 wurde – zur besseren Versorgung der DDR-Bevölkerung mit Konsumgütern – für den Radeberger Betrieb die Entwicklung und Produktion von Geräten der Unterhaltungselektronik mit der Leitfunktion für alle Betriebe des Kombinates Robotron eingeordnet. Hörfunkgeräte wurden ab 1973, Schwarz-Weiß-Fernsehgeräte ab 1974 und Farbfernsehgeräte ab 1982 in Großserien hergestellt (darunter überwiegend Exportgeräte für Quelle und Neckermann). Mit den tragbaren Schwarz-Weiß-Fernsehgeräten als OIRT/CCIR-Zweinormempfänger, wie z. B. Combi-Vision RF3311, konnte man in der DDR auch das Fernsehen aus der Volksrepublik Polen und der ČSSR mit Bild und Ton empfangen. Da außerdem bis 1990 auch Richtfunkanlagen für den militärischen Bedarf hergestellt und instand gesetzt wurden, galten strenge Sicherheitsbestimmungen für die Tätigkeit in diesen Bereichen und deren Betreten.
Nach der Währungs-, Wirtschafts- und Sozialunion 1990 konnten die Erzeugnisse unter den marktwirtschaftlichen Bedingungen nicht mehr abgesetzt werden, so dass der Rafena- bzw. Robotron-Nachfolge-Betrieb „Robotron Telecom Radeberg GmbH“ (außer Teilen der Richtfunkgeräte-Fertigung und des Technischen Services) ab Januar 1991 unter Gesamtvollstreckung durch die Treuhandanstalt fiel.